# AAC
AAC (на английски: Advanced Audio Coding) е стандартизирана кодираща и компресираща схема за цифровизация на аудио информация. Създаден е с идеята да замести MP3 и в известен аспект постига по-добро качество от него. Форматът е стандартизиран от ISO като част от MPEG-2 Part 7 и MPEG-4. AAC е основен формат, използван от iPhone, iPod, iPad, iTunes и PlayStation3. Форматът поддържа честоти от 8 до 96 kHz и 48 канала. Файловите разширения, включващи AAC, са .m4a, .m4b, .m4p, .m4v, .m4r, .3gp, .mp4, .aac.